# Новое Селище (Мордовия)
Новое Селище — село в Большеигнатовском районе Мордовии. Входит в состав Протасовского сельского поселения.

## История
В «Списке населённых мест Нижегородской губернии за 1863» Новое Селище (Лисенка) казенная деревня из 23 дворов в Сергачском уезде.

## Население
| 2002 | 2010 |
| ---- | ---- |
| 4    | ↘3   |

Национальный состав
Согласно результатам Всероссийской переписи населения 2002 года, в национальной структуре населения русские составляли 100 %.